# Nur Amirul Fakhruddin Marzuki
Nur Amirul Fakhruddin Marzuki (24 de gener de 1992) és un ciclista malaisi professional des del 2011.

## Palmarès
- 2013
  - 1r al CFI International-Bombai
- 2015
  - Campió de Malàisia en ruta
  - Vencedor d'una etapa al Tour de Borneo
- 2017
  - Vencedor d'una etapa a la Jelajah Malaysia
- 2019
  - 1r al Tour de Siak i vencedor d'una etapa
  - Vencedor d'una etapa al Tour of Peninsular